# 1926 Demiddelaer
Az 1926 Demiddelaer (ideiglenes jelöléssel 1935 JA) a Naprendszer kisbolygóövében található aszteroida. Eugène Joseph Delporte fedezte fel 1935. május 2-án.